# Biblioteca Lauinger
La biblioteca Lauinger es la biblioteca principal de la Universidad de Georgetown y el centro de un sistema de siete bibliotecas que incluye 2,8 millones de volúmenes. Cuenta con 3,5 millones volúmenes en seis plantas y dispone de alojamiento para el estudio individual y de grupo en todos los niveles.
Inaugurado el 6 de abril de 1970, la biblioteca lleva el nombre de un exalumno que murió en la guerra de Vietnam. El edificio se entiende como una interpretación moderna de la arquitectura de Healy Hall.
La biblioteca cuenta con vistas al río Potomac y el horizonte de la vecina Rosslyn, Virginia. Diseñado por el arquitecto Juan Carl Warnecke, el edificio se supone que es una interpretación brutalista de flamenco románico Healy Hall, ubicada junto al Lauinger, Georgetown.
Los estudiantes de Georgetown, Inc. (una organización de la universidad), reconocidos como «The Corp», administran una tienda de café en el segundo piso del edificio.